# Нордштранд (остров)
Нордштранд (нем. Nordstrand, дат. Nordstrand, с.-фриз. Nuurdstrun) — полуостров в районе Северная Фрисландия, Шлезвиг-Гольштейн. Это один из бывших Северо-Фризских островов, присоединённый впоследствии к материку дамбой. Он расположен напротив Хузума и до 1987 года был маршевым островом.

## География
В 1906—1907 году Нордштранд был впервые соединен с материком низкой плотиной длиной около 2,6 км. Эта плотина служила исключительно для защиты побережья. Однако пешеходы могли по ней переходить во время отлива. 1933—1935 год — расширение плотины Нордштранда для защиты от наводнений. Дорога длиной около 4,3 км (включая съезды) соединяет Нордштранд с материком. Сооружение автомобильной дороги в ходе дальнейшего расширения дамбы удовлетворило давнее желание нордштрандцев. Дорога сделала островитян независимыми от корабельного сообщения, зависящего от приливов и погодных условий, и с тех пор вносит вклад в экономическое развитие присоединённого к материку острова.
После завершения строительства дамбы Бельтрингхардер-Ког в 1987 году Нордштранд имеет сильную связь с материком и, таким образом, является полуостровом, который с трёх сторон окружен морем. Площадь бывшего острова составляла 48,6 км² (включая коммуну Элизабет-Зофиен-Ког, но без острова Нордштрандишмор, принадлежащего коммуне Нордштранд). Из 35,41 км² общей площади дамбы Бельтрингхардер-Ког 12,17 км² были добавлены к коммуне Нордштранд.

## История
Ещё около 1200 года нынешний Нордштранд принадлежал большому полуострову с рваными склонами, главным городом которого был позднее утраченный Рунгхольт. Он располагался к северу от трёх, ныне соединённых в полуостров Эйдерштедт, островов Утхольм, Эверсхоп и Эйдерштедт, и занимал большую часть современного залива Хузум. Согласно Земельной книги короля Вальдемара II, на этом полуострове было 59 церквей и часовен в пяти сотнях.
Наводнения XIV века и особенно Грёте-Мандренке, привели к формированию острова Странд в форме подковы, расстояние которого от материка становилось всё больше. Два конца подковы образовали более поздние острова Нордштранд и Пелльворм, в то время как сегодняшний Нордштрандишмор был диким необитаемым болотом посередине. Странд был разделён наводнением 11 ноября 1436 года, но в последующие годы этот разрыв снова уменьшился и в 1551 году остров снова воссоединился.
Так продолжалось до 11 октября 1634 года: в этот день вызванный за одну ночь штормовой нагон, позже названный наводнением Бурхарди, вызвал значительные разрушения. От Странда остались острова Нордштранд и Пелльворм, а также халлиг Нордштрандишмор. За короткое время было разрушено 20 приходов с 19 церквями, 1332 домами и 30 ветряными мельницами, погибло более 6400 человек; только 2633 человека пережили катастрофу. Странд имел площадь около 22 000 га до этого наводнения, а к 1905—1906 году площадь его остатков составляла всего 9 000 га.
После наводнения население на оставшихся островах значительно сократилось; Нордштранд был экономически разрушен. Жители бежали в располагающийся выше Нордштрандишмор, поселились на материке или эмигрировали в Нидерланды или в Уккермарк, а остатки Странда оставались уязвимыми перед морем. Жители Пелльворма, пострадавшего в равной степени, быстро сумели снова защитить свой остров и восстановить дамбы. Пострадавшим в восточной части острова понадобилась бы помощь властей, но они этого не сделали, потому что все ресурсы были брошены на Тридцатилетнюю войну. В последующие десятилетия сухопутный мост между Нордштрандом и Пелльвормом был окончательно разрушен, старые дамбы и терпы, которые всё ещё можно увидеть на карте 1650 года, развалились.
В 1652 году готторпский герцог Фридрих III выдал лицензию на постройку дамбы, которая соединяла бы Нордштранд с материком. Эту лицензию с последующими правами на остров, который он должен защищать от моря, приобрёл брабантский предприниматель Квиринус Индервелден. Лицензия предоставила Индервелдену и его товарищам-компаньонам, которые в большинстве являлись янсенитами, владение всей землёй, что привело к ожесточённым протестам оставшихся жителей-фризов, которые теперь потеряли даже оставшуюся часть своего имущества. Вместо того, чтобы участвовать в качестве рабочих в строительстве новой плотины, многие покинули остров. Их язык, страндский фризский, вымер. Лицензия оставалась в силе более двухсот лет. Она утратила свою силу лишь в 1866 году, когда Пруссия ввела прусское земельное право после Австро-прусско-итальянской войны в недавно основанной провинции Шлезвиг-Гольштейн и, следовательно, также в Северной Фризии.

## Кухня
По традиции Нордштранд считается родиной алкогольного напитка «фарисей».